# Grand Prix Kanady 2011
Grand Prix Kanady 2011 (oryg. Grand Prix du Canada 2011) – siódma runda Mistrzostw Świata Formuły 1 w sezonie 2011.
Wyścig należał do jednego z najdłuższych w historii Formuły 1.

## Kwalifikacje
W sesji kwalifikacyjnej kierowcy używali opon supermiękkich i miękkich. W pierwszej części czasówki najlepszy czas osiągnął Fernando Alonso (1:13,882), do drugiej części nie awansowali Jaime Alguersuari, Jarno Trulli, Heikki Kovalainen, Vitantonio Liuzzi, Timo Glock, Narain Karthikeyan i Jérôme d’Ambrosio. Ten ostatni nie osiągnął czasu uprawniającego go do startu w wyścigu (reguła 107%), lecz został decyzją sędziów, do niego dopuszczony. W Q2 najlepszy okazał się drugi kierowca Ferrari – Felipe Massa z czasem 1:13,431, zaś do Q3 nie awansowali Paul di Resta, Pastor Maldonado, Kamui Kobayashi, Adrian Sutil, Sébastien Buemi, Rubens Barrichello i Pedro de la Rosa. Pole position zdobył Sebastian Vettel wykonując okrążenie w czasie 1:13,014 i wyprzedzając Fernando Alonso oraz Felipe Massę.

## Wyścig

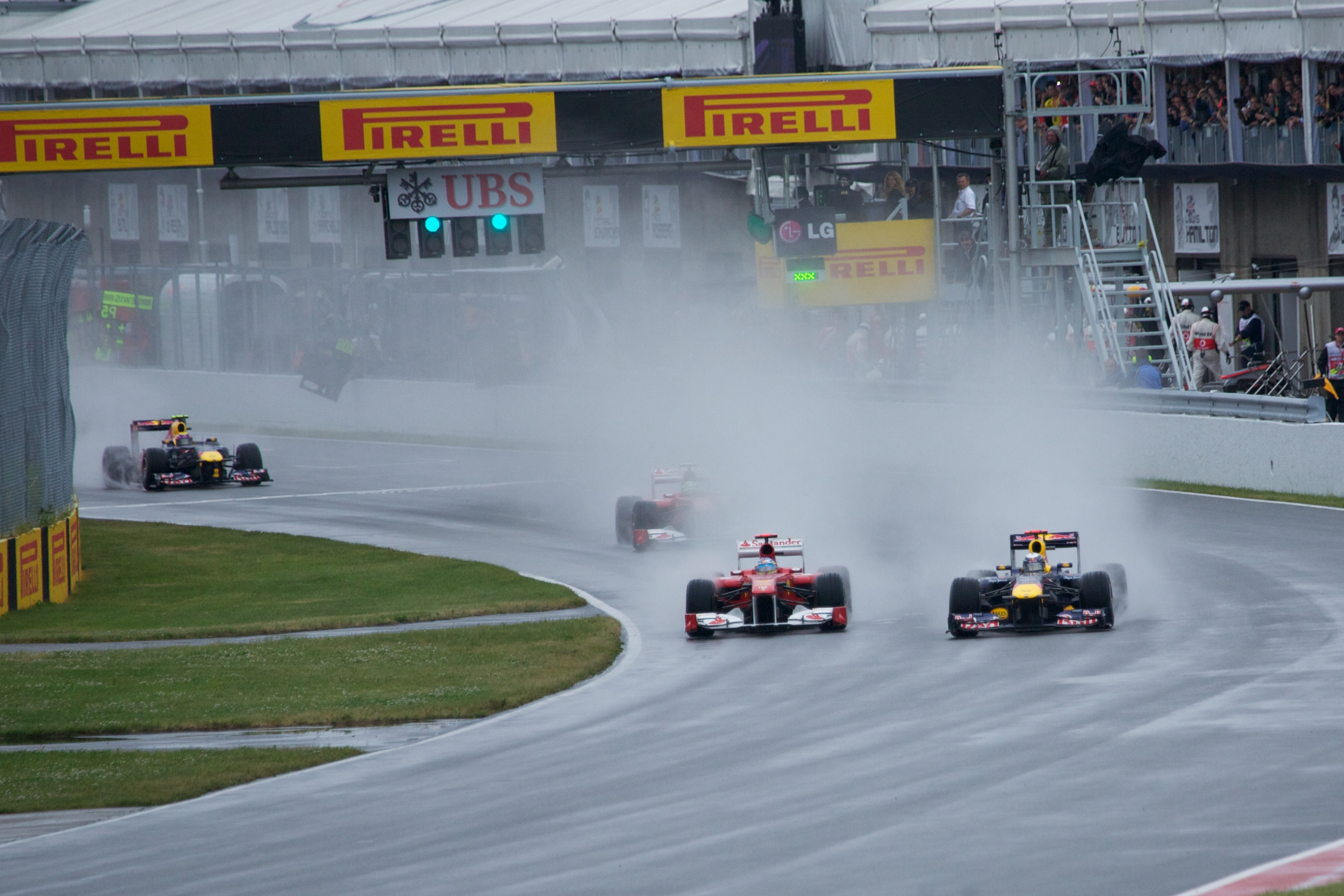
Kierowcy po starcie wyścigu

Wyścig odbywał się w deszczowych warunkach. Już na początku wyścigu Lewis Hamilton nie unikął kolizji z Markiem Webberem oraz Jensonem Buttonem, a po tej ostatniej zakończył wyścig. Po 25. okrążeniach wywieszono czerwoną flagę z powodu mocnych opadów deszczu. W tym momencie na prowadzeniu był Sebastian Vettel przed Kamuim Kobayashim i Felipe Massą. Restart odbył się dopiero po dwóch godzinach, lecz na niewielki czas bez samochodu bezpieczeństwa. Bolid Fernando Alonso zawisł bowiem na krawężniku po nieudanym manewrze wyprzedzania Jensona Buttona. W przypadku tego drugiego uszkodzeniu uległa tylna opona. Po restarcie bardzo dobre tempo zaprezentował Michael Schumacher, który wykorzystując walkę pomiędzy Kamuim Kobayashim a Felipe Massą, wyprzedził ich i objął drugą pozycję. Po chwili jednak za nim znalazł się Mark Webber, który z powodzeniem wyprzedził trzech innych kierowców przy pomocy systemu DRS. Po kolejnej neutralizacji (tym razem z powodu wypadku Nicka Heidfelda), błąd popełniony przez Marka Webbera podczas próby wyprzedzania w ostatnim zakręcie Michaela Schumachera, wykorzystał Jenson Button, wyprzedzając najpierw Webbera, a po chwili Schumachera. Dojechał on do Sebastiana Vettela na dwa okrążenia przed końcem. Na ostatnim kółku wykorzystał uślizg jego bolidu i wyprzedził go, ostatecznie wygrywając dramatyczny wyścig.

## Lista startowa
Na niebieskim tle kierowcy biorący udział jedynie w piątkowych treningach
| Nr | Kierowca           | Zespół                       | Samochód            | Silnik               | Opony |
| -- | ------------------ | ---------------------------- | ------------------- | -------------------- | ----- |
| 1  | Sebastian Vettel   | Red Bull Racing              | Red Bull RB7        | Renault RS27-2011    | P     |
| 2  | Mark Webber        | Red Bull Racing              | Red Bull RB7        | Renault RS27-2011    | P     |
| 3  | Lewis Hamilton     | Vodafone McLaren Mercedes    | McLaren MP4-26      | Mercedes-Benz FO108Y | P     |
| 4  | Jenson Button      | Vodafone McLaren Mercedes    | McLaren MP4-26      | Mercedes-Benz FO108Y | P     |
| 5  | Fernando Alonso    | Scuderia Marlboro Ferrari    | Ferrari 150° Italia | Ferrari 056          | P     |
| 6  | Felipe Massa       | Scuderia Marlboro Ferrari    | Ferrari 150° Italia | Ferrari 056          | P     |
| 7  | Michael Schumacher | Mercedes GP Petronas F1 Team | Mercedes MGP W02    | Mercedes-Benz FO108Y | P     |
| 8  | Nico Rosberg       | Mercedes GP Petronas F1 Team | Mercedes MGP W02    | Mercedes-Benz FO108Y | P     |
| 9  | Nick Heidfeld      | Lotus Renault GP Team        | Renault R31         | Renault RS27-2011    | P     |
| 10 | Witalij Pietrow    | Lotus Renault GP Team        | Renault R31         | Renault RS27-2011    | P     |
| 11 | Rubens Barrichello | AT&T WilliamsF1 Team         | Williams FW33       | Cosworth CA2011      | P     |
| 12 | Pastor Maldonado   | AT&T WilliamsF1 Team         | Williams FW33       | Cosworth CA2011      | P     |
| 14 | Adrian Sutil       | Force India Formula One Team | Force India VJM04   | Mercedes-Benz FO108Y | P     |
| 14 | Nico Hülkenberg    | Force India Formula One Team | Force India VJM04   | Mercedes-Benz FO108Y | P     |
| 15 | Paul di Resta      | Force India Formula One Team | Force India VJM04   | Mercedes-Benz FO108Y | P     |
| 16 | Kamui Kobayashi    | Sauber F1 Team               | Sauber C30          | Ferrari 056          | P     |
| 17 | Pedro de la Rosa   | Sauber F1 Team               | Sauber C30          | Ferrari 056          | P     |
| 17 | Sergio Pérez       | Sauber F1 Team               | Sauber C30          | Ferrari 056          | P     |
| 18 | Sébastien Buemi    | Scuderia Toro Rosso          | Toro Rosso STR6     | Ferrari 056          | P     |
| 19 | Daniel Ricciardo   | Scuderia Toro Rosso          | Toro Rosso STR6     | Ferrari 056          | P     |
| 19 | Jaime Alguersuari  | Scuderia Toro Rosso          | Toro Rosso STR6     | Ferrari 056          | P     |
| 20 | Heikki Kovalainen  | Team Lotus                   | Lotus T128          | Renault RS27-2011    | P     |
| 21 | Jarno Trulli       | Team Lotus                   | Lotus T128          | Renault RS27-2011    | P     |
| 22 | Narain Karthikeyan | HRT F1 Team                  | Hispania F111       | Cosworth CA2011      | P     |
| 23 | Vitantonio Liuzzi  | HRT F1 Team                  | Hispania F111       | Cosworth CA2011      | P     |
| 24 | Timo Glock         | Marussia Virgin Racing       | Virgin MVR-02       | Cosworth CA2011      | P     |
| 25 | Jérôme d’Ambrosio  | Marussia Virgin Racing       | Virgin MVR-02       | Cosworth CA2011      | P     |
| Nr | Kierowca           | Zespół                       | Samochód            | Silnik               | Opony |

## Wyniki

### Sesje treningowe
| Sesja | Nr | Kierowca         | Konstruktor      | Czas     | Okr. |
| ----- | -- | ---------------- | ---------------- | -------- | ---- |
| 1     | 8  | Nico Rosberg     | Mercedes         | 1:15,591 | 32   |
| 2     | 5  | Fernando Alonso  | Ferrari          | 1:15,107 | 27   |
| 3     | 1  | Sebastian Vettel | Red Bull-Renault | 1:13,381 | 20   |

### Kwalifikacje
Źródło: Wyprzedź Mnie!
| Poz. | Nr | Kierowca           | Konstruktor          | Q1       | Q2       | Q3       | Poz. s. |
| --- | --- | ------------------ | -------------------- | -------- | -------- | -------- | ------- |
| 1 | 1 | Sebastian Vettel   | Red Bull-Renault     | 1:14,011 | 1:13,486 | 1:13,014 | 1       |
| 2 | 5 | Fernando Alonso    | Ferrari              | 1:13,822 | 1:13,672 | 1:13,199 | 2       |
| 3 | 6 | Felipe Massa       | Ferrari              | 1:14,026 | 1:13,431 | 1:13,217 | 3       |
| 4 | 2 | Mark Webber        | Red Bull-Renault     | 1:14,375 | 1:13,654 | 1:13,429 | 4       |
| 5 | 3 | Lewis Hamilton     | McLaren-Mercedes     | 1:14,114 | 1:13,926 | 1:13,565 | 5       |
| 6 | 8 | Nico Rosberg       | Mercedes             | 1:14,920 | 1:13,950 | 1:13,814 | 6       |
| 7 | 4 | Jenson Button      | McLaren-Mercedes     | 1:14,374 | 1:13,955 | 1:13,838 | 7       |
| 8 | 7 | Michael Schumacher | Mercedes             | 1:14,970 | 1:14,242 | 1:13,864 | 8       |
| 9 | 9 | Nick Heidfeld      | Renault              | 1:15,096 | 1:14,467 | 1:14,062 | 9       |
| 10 | 10 | Witalij Pietrow    | Renault              | 1:14,699 | 1:14,354 | 1:14,085 | 10      |
| 11 | 15 | Paul di Resta      | Force India-Mercedes | 1:14,874 | 1:14,752 | –        | 11      |
| 12 | 12 | Pastor Maldonado   | Williams-Cosworth    | 1:15,585 | 1:15,043 | –        | 12      |
| 13 | 16 | Kamui Kobayashi    | Sauber-Ferrari       | 1:15,694 | 1:15,285 | –        | 13      |
| 14 | 14 | Adrian Sutil       | Force India-Mercedes | 1:14,931 | 1:15,287 | –        | 14      |
| 15 | 18 | Sébastien Buemi    | Toro Rosso-Ferrari   | 1:15,901 | 1:15,334 | –        | 15      |
| 16 | 11 | Rubens Barrichello | Williams-Cosworth    | 1:15,331 | 1:15,361 | –        | 16      |
| 17 | 17 | Pedro de la Rosa   | Sauber-Ferrari       | 1:16,229 | 1:15,587 | –        | 17      |
| 18 | 19 | Jaime Alguersuari  | Toro Rosso-Ferrari   | 1:16,294 | –        | –        | PIT     |
| 19 | 21 | Jarno Trulli       | Lotus-Renault        | 1:16,745 | –        | –        | 18      |
| 20 | 20 | Heikki Kovalainen  | Lotus-Renault        | 1:16,786 | –        | –        | 19      |
| 21 | 23 | Vitantonio Liuzzi  | HRT-Cosworth         | 1:18,424 | –        | –        | 20      |
| 22 | 24 | Timo Glock         | Virgin-Cosworth      | 1:18,537 | –        | –        | 21      |
| 23 | 22 | Narain Karthikeyan | HRT-Cosworth         | 1:18,574 | –        | –        | 22      |
| | 25 | Jérôme d’Ambrosio  | Virgin-Cosworth      | 1:19,414 | –        | –        | 23      |
| Poz. | Nr | Kierowca           | Konstruktor          | Q1       | Q2       | Q3       | Poz. s. |
| \| Legenda \| Legenda \| \| ------------------------ \| ---------------------------------------------------------------------------------------------------------------------------------------------------------------------------------------------------------------------------------------------------------------- \| \| Poz. Nr Q1 Q2 Q3 Poz. s. \| Pozycja zajęta w sesji kwalifikacyjnej Numer startowy kierowcy Wynik uzyskany w pierwszej części kwalifikacji Wynik uzyskany w drugiej części kwalifikacji Wynik uzyskany w trzeciej części kwalifikacji Pozycja startowa po uwzględnięniu kar, przesunięć, itp. \| | |                    |                      |          |          |          |         |
| Legenda | |                    |                      |          |          |          |         |
| Poz. Nr Q1 Q2 Q3 Poz. s. | Pozycja zajęta w sesji kwalifikacyjnej Numer startowy kierowcy Wynik uzyskany w pierwszej części kwalifikacji Wynik uzyskany w drugiej części kwalifikacji Wynik uzyskany w trzeciej części kwalifikacji Pozycja startowa po uwzględnięniu kar, przesunięć, itp. |                    |                      |          |          |          |         |

### Wyścig
Źródło: Wyprzedź Mnie!
| P                 | + / – | Nr | Kierowca           | Konstruktor          | Okr. | Czas / Strata    | Komentarz            |
| ----------------- | ----- | -- | ------------------ | -------------------- | ---- | ---------------- | -------------------- |
| 1                 | 6     | 4  | Jenson Button      | McLaren-Mercedes     | 70   | 4h04m39,537      |                      |
| 2                 | 1     | 1  | Sebastian Vettel   | Red Bull-Renault     | 70   | +0:02,709        |                      |
| 3                 | 1     | 2  | Mark Webber        | Red Bull-Renault     | 70   | +0:13,828        |                      |
| 4                 | 4     | 7  | Michael Schumacher | Mercedes             | 70   | +0:14,219        |                      |
| 5                 | 5     | 10 | Witalij Pietrow    | Renault              | 70   | +0:20,395        |                      |
| 6                 | 3     | 6  | Felipe Massa       | Ferrari              | 70   | +0:33,225        |                      |
| 7                 | 6     | 16 | Kamui Kobayashi    | Sauber-Ferrari       | 70   | +0:33,270        |                      |
| 8                 | 10    | 19 | Jaime Alguersuari  | Toro Rosso-Ferrari   | 70   | +0:35,964        |                      |
| 9                 | 7     | 11 | Rubens Barrichello | Williams-Cosworth    | 70   | +0:45,117        |                      |
| 10                | 5     | 18 | Sébastien Buemi    | Toro Rosso-Ferrari   | 70   | +0:47,056        |                      |
| 11                | 5     | 8  | Nico Rosberg       | Mercedes             | 70   | +0:50,454        |                      |
| 12                | 5     | 17 | Pedro de la Rosa   | Sauber-Ferrari       | 70   | +1:03,607        |                      |
| 13                | 8     | 23 | Vitantonio Liuzzi  | HRT-Cosworth         | 69   | +1 okr.          |                      |
| 14                | 10    | 25 | Jérôme d’Ambrosio  | Virgin-Cosworth      | 69   | +1 okr. (08,514) | [ 6 ]                |
| 15                | 7     | 24 | Timo Glock         | Virgin-Cosworth      | 69   | +1 okr. (00,330) |                      |
| 16                | 3     | 21 | Jarno Trulli       | Lotus-Renault        | 69   | +1 okr. (00,330) |                      |
| 17                | 6     | 22 | Narain Karthikeyan | HRT-Cosworth         | 69   | +1 okr. (18,386) | [ 7 ]                |
| 18                | 7     | 15 | Paul di Resta      | Force India-Mercedes | 67   | +3 okr.          | wypadek              |
| Niesklasyfikowani |       |    |                    |                      |      |                  |                      |
|                   |       | 12 | Pastor Maldonado   | Williams-Cosworth    | 61   |                  | wypadek              |
|                   |       | 9  | Nick Heidfeld      | Renault              | 55   |                  | kolizja z Kobayashim |
|                   |       | 14 | Adrian Sutil       | Force India-Mercedes | 49   |                  | wypadek              |
|                   |       | 5  | Fernando Alonso    | Ferrari              | 36   |                  | kolizja z Buttonem   |
|                   |       | 20 | Heikki Kovalainen  | Lotus-Renault        | 28   |                  | półoś napędowa       |
|                   |       | 3  | Lewis Hamilton     | McLaren-Mercedes     | 7    |                  | kolizja z Buttonem   |
| P                 | + / – | Nr | Kierowca           | Konstruktor          | Okr. | Czas / Strata    | Komentarz            |

### Najszybsze okrążenie
Źródło: Wyprzedź Mnie!
| Nr | Kierowca      | Konstruktor      | Czas     | Okr. |
| -- | ------------- | ---------------- | -------- | ---- |
| 4  | Jenson Button | McLaren-Mercedes | 1:16,956 | 69   |

## Prowadzenie w wyścigu
| Nr                              | Kierowca         | Okrążenia   | Suma |
| ------------------------------- | ---------------- | ----------- | ---- |
| 1                               | Sebastian Vettel | 1-19, 20-69 | 68   |
| 4                               | Jenson Button    | 69-70       | 1    |
| 5                               | Felipe Massa     | 19-20       | 1    |
| \| Wykres \| \| ------ \| \| \| |                  |             |      |
| Wykres                          |                  |             |      |
|                                 |                  |             |      |

## Klasyfikacja po wyścigu

### Kierowcy
| P  | +/− | Kierowca           | Starty | Punkty | P1 | P2 | P3 | PP | NO | NS |
| -- | --- | ------------------ | ------ | ------ | -- | -- | -- | -- | -- | -- |
| 1  | 0   | Sebastian Vettel   | 7      | 161    | 5  | 2  | –  | 6  | –  | –  |
| 2  | +2  | Jenson Button      | 7      | 101    | 1  | 1  | 2  | –  | 1  | –  |
| 3  | 0   | Mark Webber        | 7      | 94     | –  | 1  | 2  | 1  | 4  | –  |
| 4  | −2  | Lewis Hamilton     | 7      | 85     | 1  | 2  | –  | –  | 1  | 1  |
| 5  | 0   | Fernando Alonso    | 7      | 69     | –  | 1  | 1  | –  | –  | 1  |
| 6  | +2  | Felipe Massa       | 7      | 32     | –  | –  | –  | –  | 1  | 2  |
| 7  | +2  | Witalij Pietrow    | 7      | 31     | –  | –  | 1  | –  | –  | 1  |
| 8  | −2  | Nick Heidfeld      | 7      | 29     | –  | –  | 1  | –  | –  | 1  |
| 9  | +2  | Michael Schumacher | 7      | 26     | –  | –  | –  | –  | –  | 2  |
| 10 | −3  | Nico Rosberg       | 7      | 26     | –  | –  | –  | –  | –  | 1  |
| 11 | −1  | Kamui Kobayashi    | 7      | 25     | –  | –  | –  | –  | –  | 1  |
| 12 | 0   | Adrian Sutil       | 7      | 8      | –  | –  | –  | –  | –  | 1  |
| 13 | 0   | Sébastien Buemi    | 7      | 8      | –  | –  | –  | –  | –  | –  |
| 14 | +3  | Jaime Alguersuari  | 7      | 4      | –  | –  | –  | –  | –  | 2  |
| 15 | −1  | Rubens Barrichello | 7      | 4      | –  | –  | –  | –  | –  | 2  |
| 16 | −1  | Sergio Pérez       | 5      | 2      | –  | –  | –  | –  | –  | 2  |
| 17 | −1  | Paul di Resta      | 7      | 2      | –  | –  | –  | –  | –  | 1  |
| 18 | N   | Pedro de la Rosa   | 1      | 0      | –  | –  | –  | –  | –  | –  |
| 19 | −1  | Jarno Trulli       | 7      | 0      | –  | –  | –  | –  | –  | 1  |
| 20 | +3  | Vitantonio Liuzzi  | 6      | 0      | –  | –  | –  | –  | –  | 2  |
| 21 | −1  | Jérôme d’Ambrosio  | 7      | 0      | –  | –  | –  | –  | –  | 1  |
| 22 | −3  | Heikki Kovalainen  | 7      | 0      | –  | –  | –  | –  | –  | 3  |
| 23 | −1  | Timo Glock         | 6      | 0      | –  | –  | –  | –  | –  | 2  |
| 24 | −3  | Pastor Maldonado   | 7      | 0      | –  | –  | –  | –  | –  | 2  |
| 25 | −1  | Narain Karthikeyan | 6      | 0      | –  | –  | –  | –  | –  | 1  |
| P  | +/− | Kierowca           | Starty | Punkty | P1 | P2 | P3 | PP | NO | NS |

### Konstruktorzy
| P  | +/− | Konstruktor          | Starty | Punkty | P1 | P2 | P3 | PP | NO | NS |
| -- | --- | -------------------- | ------ | ------ | -- | -- | -- | -- | -- | -- |
| 1  | 0   | Red Bull-Renault     | 14     | 255    | 5  | 3  | 2  | 7  | 4  | –  |
| 2  | 0   | McLaren-Mercedes     | 14     | 186    | 2  | 3  | 2  | –  | 2  | 1  |
| 3  | 0   | Ferrari              | 14     | 101    | –  | 1  | 1  | –  | 1  | 3  |
| 4  | 0   | Renault              | 14     | 60     | –  | –  | 2  | –  | –  | 2  |
| 5  | 0   | Mercedes             | 14     | 52     | –  | –  | –  | –  | –  | 3  |
| 6  | 0   | Sauber-Ferrari       | 13     | 27     | –  | –  | –  | –  | –  | 2  |
| 7  | +1  | Toro Rosso-Ferrari   | 14     | 12     | –  | –  | –  | –  | –  | 2  |
| 8  | −1  | Force India-Mercedes | 14     | 10     | –  | –  | –  | –  | –  | 2  |
| 9  | 0   | Williams-Cosworth    | 14     | 4      | –  | –  | –  | –  | –  | 5  |
| 10 | 0   | Lotus-Renault        | 14     | 0      | –  | –  | –  | –  | –  | 4  |
| 11 | +1  | HRT-Cosworth         | 12     | 0      | –  | –  | –  | –  | –  | 3  |
| 12 | −1  | Virgin-Cosworth      | 13     | 0      | –  | –  | –  | –  | –  | 2  |
| P  | +/− | Konstruktor          | Starty | Punkty | P1 | P2 | P3 | PP | NO | NS |